# فوجيرار (مترو باريس)
فوجيرار (بالفرنسية: Vaugirard)‏ هي محطة مترو تابعة لمترو باريس تقع في فرنسا في الدائرة الخامسة عشرة في باريس.[بحاجة لمصدر]